# BBC árabe
BBC News Arabic —(en árabe: تلفزيون بي بي سي عربي‎, romanizado: tilifizyun bi bi si 'arabi, abreviado como BBC عربي) es un canal de noticias en idioma árabe producido por la BBC. Fue lanzado el 11 de marzo de 2008. El servicio fue anunciado en octubre de 2005 y debía comenzar a emitir en otoño de 2007, pero fue aplazado.

## Historia
La televisión árabe de la BBC está dirigida por el Servicio Mundial de la BBC. Como tal, se financia con una subvención en ayuda de la británica Foreign & Commonwealth Office y no del  Canon televisivo que se utiliza para financiar la radiodifusión nacional de la BBC. El servicio se basa en el Egton Wing de Broadcasting House en Londres, pero algunos aspectos técnicos se gestionan en la BBC. La programación de 24 horas se inició el 19 de enero de 2009.
BBC árabe también se puede ver a través de Internet, el sitio web incluye  16:9 y señal en vivo.
BBC Newshour es un boletín de noticias de una hora de duración se emite dos veces al día. En este programa, los principales títulos del día se analizan y es cubierto por corresponsales de la BBC en todo el mundo. Otros boletines son de media hora de duración. Las principales noticias se emiten en el canal cada quince minutos.
Esta no es la primera vez que la BBC ha tratado de establecer un servicio de televisión árabe. El intento anterior fue el 21 de abril de 1996, después de dos años en el aire, cuando los socios de la BBC, Orbit Communications Corporation (propiedad del primo del rey Fahd, el príncipe Khaled) retiraron su apoyo después que la BBC transmitió un episodio de Panorama que fue muy criticado por el gobierno de Arabia Saudí. Gran parte del personal que trabajaba para el servicio de BBC árabe fue a trabajar para la cadena de televisión Al Jazeera. Al Jazeera es uno de los principales competidores de BBC árabe.